# Spacewar!
Spacewar! ist eines der ersten Video- und Mehrspieler-Computerspiele. Im Spiel umkreisen zwei Raumschiffe, die jeweils von einem menschlichen Spieler oder dem Computer gesteuert werden, einen Stern. Dessen Gravitationsfeld zieht sowohl die Raumschiffe als auch die Geschosse an, die von ihnen abgefeuert werden. Gewinner des Spiels ist, wer zuerst einen Treffer am gegnerischen Schiff anbringt. Alternativ gewinnt ein Spieler, wenn das Raumschiff des anderen in den Stern stürzt.

KSpaceDuel (moderne Version für die Benutzeroberfläche KDE)

## Geschichte

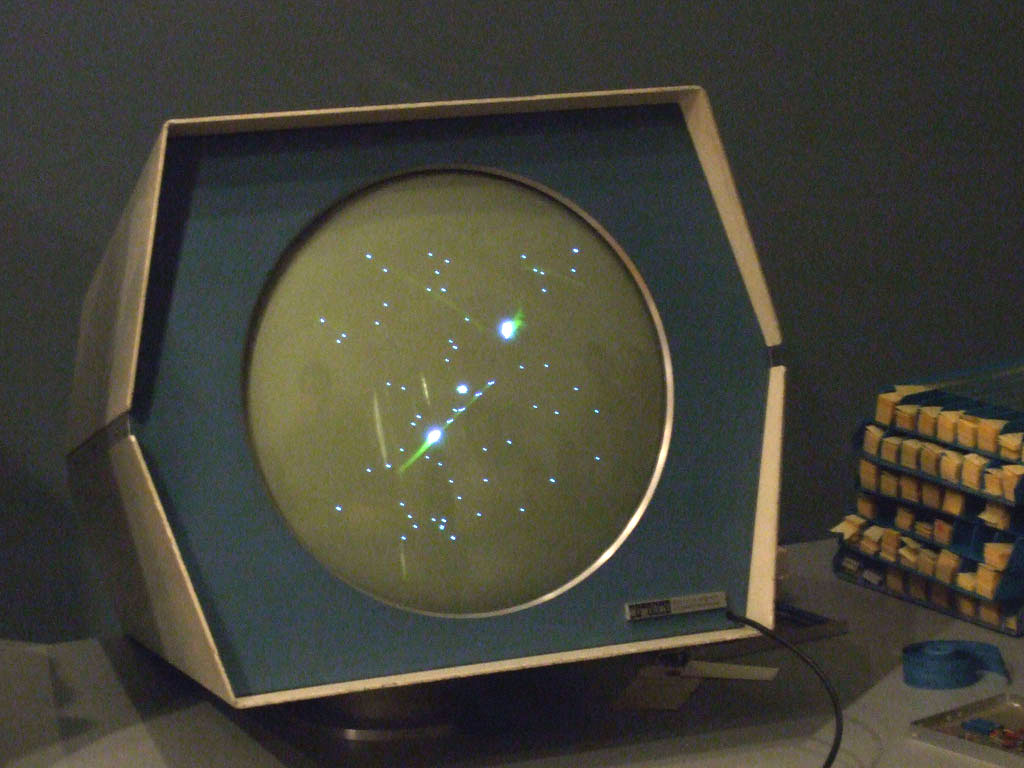
Bildschirm eines PDP-1, auf dem Spacewar läuft

Im Jahre 1961 wurde ein Prototyp am Massachusetts Institute of Technology (MIT) von Steve Russell an einer PDP-1 programmiert, er brauchte dafür sechs Monate. Der Prototyp war von Anfang an ein Zwei-Spieler-Spiel. Er war sehr simpel, es konnten lediglich Raumschiffe gesteuert werden. Im Frühling 1962 wurde das Spiel mithilfe von Russels Freunden vom Tech Model Railroad Club fertiggestellt. Diese hatten unter anderem einen Hintergrund und den Einfluss der Gravitation auf die Raumschiffe eingefügt. Das Spiel wurde inspiriert durch die Lensmen-Bücher von Edward E. „Doc“ Smith, eine Science-Fiction-Romanserie zwischen 1931 und 1946. Trotz seiner für heutige Verhältnisse archaischen Grafiken übte es auf die Studenten eine große Faszination aus und hat bis heute zahlreiche Nachahmer inspiriert. Mittlerweile wurde Spacewar! mehrfach in verschiedenen Programmiersprachen und auf fast allen Betriebssystemen nachprogrammiert.
1977 gab es ein sehr ähnliches Arcade-Spiel namens Space Wars von Cinematronics.
Später wurde der Quelltext des Spiels von Martin Graetz in die Public Domain gegeben. Darauf folgend wurde der original PDP-1 Quelltext auf einen in JavaScript geschriebenen Emulator portiert.